# Dirch går køkkenvejen
Dirch går køkkenvejen er en dansk reklamefilm fra 1962 med instruktion og manuskript af Werner Hedman.

## Handling
Generalkonsulinden har til sit middagsselskab tilkaldt en kok, som skal forberede bouillabaise, omelet surprise, sprængt and og dessert. Dirch Passer dukker op - en halv time før gæsterne ankommer - og sætter fut under gryderne.